# Tipula (Lunatipula) bernhardi
Tipula (Lunatipula) bernhardi is een tweevleugelige uit de familie langpootmuggen (Tipulidae). De soort komt voor in het Palearctisch gebied.